# Estrella de Bessèges 2018
La 48.ª edición de la Estrella de Bessèges tuvo lugar entre el 31 de enero y el 4 de febrero de 2018. El recorrido consistió de un total de 4 etapas sobre una distancia total de 630 km entre las comunas francesas de Bellegarde y Alès.
La carrera forma parte del UCI Europe Tour 2018, dentro de la categoría 2.1 y fue ganada por el ciclista francés Tony Gallopin de equipo UCI WorldTeam el AG2R La Mondiale.

## Equipos
Tomaron parte en la carrera 19 equipos: 2 de categoría UCI WorldTeam; 13 de categoría Profesional Continental; 4 de categoría Continental. Formando así un pelotón de 124 ciclistas. Los equipos participantes son:
| Etapa     | Fecha     | Recorrido                   | type                    | Distancia (km) | Ganador            | Líder              |
| --------- | --------- | --------------------------- | ----------------------- | -------------- | ------------------ | ------------------ |
| 1.ª etapa | 31 de ene | Bellegarde – Beaucaire      | etapa llana             | 157            | Marc Sarreau       | Marc Sarreau       |
| 2.ª etapa | 1 de feb  | Nimes – Générac             | etapa llana             | 148,3          | Christophe Laporte | Christophe Laporte |
| 3.ª etapa | 2 de feb  | Bessèges – Bessèges         | etapa escarpada         | 152,6          | Marc Sarreau       | Marc Sarreau       |
| 4.ª etapa | 3 de feb  | Chusclan – Laudun-l'Ardoise | etapa llana             | 152,9          | Sean De Bie        | Marc Sarreau       |
| 5.ª etapa | 4 de feb  | Alès – Alès                 | contrarreloj individual | 10,74          | Tony Gallopin      | Tony Gallopin      |

## Desarrollo de la carrera

### 1.ª etapa
| Bellegarde - Beaucaire | etapa llana | (157 km) |

| \| Clasificación de la etapa \| Clasificación de la etapa \| Clasificación de la etapa \| Clasificación de la etapa \| Clasificación de la etapa \| \| Ciclista \| Ciclista \| Equipo \| Tiempo \| \| \| ------------------------- \| ------------------------- \| ---------------------------- \| ------------------------- \| ------------------------- \| \| 1.º \| Marc Sarreau \| FDJ \| 3 h 46 min 10 s \| \| \| 2.º \| Thomas Boudat \| Direct Énergie \| + 0 s \| \| \| 3.º \| Bryan Coquard \| Vital Concept \| + 0 s \| \| \| 4.º \| Christophe Laporte \| Cofidis, Solutions Crédits \| + 0 s \| \| \| 5.º \| Sean De Bie \| Verandas Willems-Crelan \| + 0 s \| \| \| 6.º \| Amaury Capiot \| Sport Vlaanderen-Baloise \| + 0 s \| \| \| 7.º \| Enrico Barbin \| Bardiani CSF \| + 0 s \| \| \| 8.º \| Jordi Warlop \| Sport Vlaanderen-Baloise \| + 0 s \| \| \| 9.º \| Kenny Dehaes \| WB-Aqua Protect-Veranclassic \| + 0 s \| \| \| 10.º \| Romain Feillu \| Saint Michel-Auber 93 \| + 0 s \| \| |                    |                              |                 |
| |                    |                              |                 |
| |                    |                              |                 |
| Clasificación de la etapa |                    |                              |                 |
| Ciclista | Ciclista           | Equipo                       | Tiempo          |
| 1.º | Marc Sarreau       | FDJ                          | 3 h 46 min 10 s |
| 2.º | Thomas Boudat      | Direct Énergie               | + 0 s           |
| 3.º | Bryan Coquard      | Vital Concept                | + 0 s           |
| 4.º | Christophe Laporte | Cofidis, Solutions Crédits   | + 0 s           |
| 5.º | Sean De Bie        | Verandas Willems-Crelan      | + 0 s           |
| 6.º | Amaury Capiot      | Sport Vlaanderen-Baloise     | + 0 s           |
| 7.º | Enrico Barbin      | Bardiani CSF                 | + 0 s           |
| 8.º | Jordi Warlop       | Sport Vlaanderen-Baloise     | + 0 s           |
| 9.º | Kenny Dehaes       | WB-Aqua Protect-Veranclassic | + 0 s           |
| 10.º | Romain Feillu      | Saint Michel-Auber 93        | + 0 s           |

| \| Clasificación general \| Clasificación general \| Clasificación general \| Clasificación general \| Clasificación general \| \| Ciclista \| Ciclista \| Equipo \| Tiempo \| \| \| --------------------- \| --------------------- \| -------------------------- \| --------------------- \| --------------------- \| \| 1.º \| Marc Sarreau \| FDJ \| 3 h 46 min 00 s \| \| \| 2.º \| Thomas Boudat \| Direct Énergie \| + 4 s \| \| \| 3.º \| Bryan Coquard \| Vital Concept \| + 6 s \| \| \| 4.º \| Milan Menten \| Sport Vlaanderen-Baloise \| + 7 s \| \| \| 5.º \| Michiel Dieleman \| Cibel-Cebon \| + 8 s \| \| \| 6.º \| Aritz Bagües \| Euskadi-Murias \| + 9 s \| \| \| 7.º \| Christophe Laporte \| Cofidis, Solutions Crédits \| + 10 s \| \| \| 8.º \| Sean De Bie \| Verandas Willems-Crelan \| + 10 s \| \| \| 9.º \| Amaury Capiot \| Sport Vlaanderen-Baloise \| + 10 s \| \| \| 10.º \| Enrico Barbin \| Bardiani CSF \| + 10 s \| \| |                    |                            |                 |
| |                    |                            |                 |
| |                    |                            |                 |
| Clasificación general |                    |                            |                 |
| Ciclista | Ciclista           | Equipo                     | Tiempo          |
| 1.º | Marc Sarreau       | FDJ                        | 3 h 46 min 00 s |
| 2.º | Thomas Boudat      | Direct Énergie             | + 4 s           |
| 3.º | Bryan Coquard      | Vital Concept              | + 6 s           |
| 4.º | Milan Menten       | Sport Vlaanderen-Baloise   | + 7 s           |
| 5.º | Michiel Dieleman   | Cibel-Cebon                | + 8 s           |
| 6.º | Aritz Bagües       | Euskadi-Murias             | + 9 s           |
| 7.º | Christophe Laporte | Cofidis, Solutions Crédits | + 10 s          |
| 8.º | Sean De Bie        | Verandas Willems-Crelan    | + 10 s          |
| 9.º | Amaury Capiot      | Sport Vlaanderen-Baloise   | + 10 s          |
| 10.º | Enrico Barbin      | Bardiani CSF               | + 10 s          |

### 2.ª etapa
| Nimes - Générac | etapa llana | (148,3 km) |

| \| Clasificación de la etapa \| Clasificación de la etapa \| Clasificación de la etapa \| Clasificación de la etapa \| Clasificación de la etapa \| \| Ciclista \| Ciclista \| Equipo \| Tiempo \| \| \| ------------------------- \| ------------------------- \| ---------------------------- \| ------------------------- \| ------------------------- \| \| 1.º \| Christophe Laporte \| Cofidis, Solutions Crédits \| 3 h 22 min 05 s \| \| \| 2.º \| Bryan Coquard \| Vital Concept \| + 0 s \| \| \| 3.º \| Timothy Dupont \| Wanty-Groupe Gobert \| + 0 s \| \| \| 4.º \| Amaury Capiot \| Sport Vlaanderen-Baloise \| + 0 s \| \| \| 5.º \| Emiel Vermeulen \| Roubaix Lille Métropole \| + 0 s \| \| \| 6.º \| Marc Sarreau \| FDJ \| + 0 s \| \| \| 7.º \| Lorrenzo Manzin \| Vital Concept \| + 0 s \| \| \| 8.º \| Romain Feillu \| Saint Michel-Auber 93 \| + 0 s \| \| \| 9.º \| Kevyn Ista \| WB-Aqua Protect-Veranclassic \| + 0 s \| \| \| 10.º \| Marco Maronese \| Bardiani CSF \| + 0 s \| \| |                    |                              |                 |
| |                    |                              |                 |
| |                    |                              |                 |
| Clasificación de la etapa |                    |                              |                 |
| Ciclista | Ciclista           | Equipo                       | Tiempo          |
| 1.º | Christophe Laporte | Cofidis, Solutions Crédits   | 3 h 22 min 05 s |
| 2.º | Bryan Coquard      | Vital Concept                | + 0 s           |
| 3.º | Timothy Dupont     | Wanty-Groupe Gobert          | + 0 s           |
| 4.º | Amaury Capiot      | Sport Vlaanderen-Baloise     | + 0 s           |
| 5.º | Emiel Vermeulen    | Roubaix Lille Métropole      | + 0 s           |
| 6.º | Marc Sarreau       | FDJ                          | + 0 s           |
| 7.º | Lorrenzo Manzin    | Vital Concept                | + 0 s           |
| 8.º | Romain Feillu      | Saint Michel-Auber 93        | + 0 s           |
| 9.º | Kevyn Ista         | WB-Aqua Protect-Veranclassic | + 0 s           |
| 10.º | Marco Maronese     | Bardiani CSF                 | + 0 s           |

| \| Clasificación general \| Clasificación general \| Clasificación general \| Clasificación general \| Clasificación general \| \| Ciclista \| Ciclista \| Equipo \| Tiempo \| \| \| --------------------- \| --------------------- \| ---------------------------- \| --------------------- \| --------------------- \| \| 1.º \| Christophe Laporte \| Cofidis, Solutions Crédits \| 7 h 08 min 05 s \| \| \| 2.º \| Bryan Coquard \| Vital Concept \| + 0 s \| \| \| 3.º \| Marc Sarreau \| FDJ \| + 0 s \| \| \| 4.º \| Thomas Boudat \| Direct Énergie \| + 4 s \| \| \| 5.º \| Timothy Dupont \| Wanty-Groupe Gobert \| + 6 s \| \| \| 6.º \| Milan Menten \| Sport Vlaanderen-Baloise \| + 7 s \| \| \| 7.º \| Pierre Idjouadiène \| Roubaix Lille Métropole \| + 7 s \| \| \| 8.º \| Dries Van Gestel \| Sport Vlaanderen-Baloise \| + 8 s \| \| \| 9.º \| Michiel Dieleman \| Cibel-Cebon \| + 8 s \| \| \| 10.º \| Romain Combaud \| Delko-Marseille Provence-KTM \| + 9 s \| \| |                    |                              |                 |
| |                    |                              |                 |
| |                    |                              |                 |
| Clasificación general |                    |                              |                 |
| Ciclista | Ciclista           | Equipo                       | Tiempo          |
| 1.º | Christophe Laporte | Cofidis, Solutions Crédits   | 7 h 08 min 05 s |
| 2.º | Bryan Coquard      | Vital Concept                | + 0 s           |
| 3.º | Marc Sarreau       | FDJ                          | + 0 s           |
| 4.º | Thomas Boudat      | Direct Énergie               | + 4 s           |
| 5.º | Timothy Dupont     | Wanty-Groupe Gobert          | + 6 s           |
| 6.º | Milan Menten       | Sport Vlaanderen-Baloise     | + 7 s           |
| 7.º | Pierre Idjouadiène | Roubaix Lille Métropole      | + 7 s           |
| 8.º | Dries Van Gestel   | Sport Vlaanderen-Baloise     | + 8 s           |
| 9.º | Michiel Dieleman   | Cibel-Cebon                  | + 8 s           |
| 10.º | Romain Combaud     | Delko-Marseille Provence-KTM | + 9 s           |

### 3.ª etapa
| Bessèges - Bessèges | etapa escarpada | (152,6 km) |

| \| Clasificación de la etapa \| Clasificación de la etapa \| Clasificación de la etapa \| Clasificación de la etapa \| Clasificación de la etapa \| \| Ciclista \| Ciclista \| Equipo \| Tiempo \| \| \| ------------------------- \| ------------------------- \| ---------------------------- \| ------------------------- \| ------------------------- \| \| 1.º \| Marc Sarreau \| FDJ \| 3 h 56 min 29 s \| \| \| 2.º \| Thomas Boudat \| Direct Énergie \| + 0 s \| \| \| 3.º \| Samuel Dumoulin \| AG2R La Mondiale \| + 0 s \| \| \| 4.º \| Sean De Bie \| Verandas Willems-Crelan \| + 0 s \| \| \| 5.º \| Timothy Dupont \| Wanty-Groupe Gobert \| + 0 s \| \| \| 6.º \| Brenton Jones \| Delko-Marseille Provence-KTM \| + 0 s \| \| \| 7.º \| Christophe Laporte \| Cofidis, Solutions Crédits \| + 0 s \| \| \| 8.º \| Amaury Capiot \| Sport Vlaanderen-Baloise \| + 0 s \| \| \| 9.º \| Damien Touzé \| Saint Michel-Auber 93 \| + 0 s \| \| \| 10.º \| Laurent Pichon \| Fortuneo-Samsic \| + 0 s \| \| |                    |                              |                 |
| |                    |                              |                 |
| |                    |                              |                 |
| Clasificación de la etapa |                    |                              |                 |
| Ciclista | Ciclista           | Equipo                       | Tiempo          |
| 1.º | Marc Sarreau       | FDJ                          | 3 h 56 min 29 s |
| 2.º | Thomas Boudat      | Direct Énergie               | + 0 s           |
| 3.º | Samuel Dumoulin    | AG2R La Mondiale             | + 0 s           |
| 4.º | Sean De Bie        | Verandas Willems-Crelan      | + 0 s           |
| 5.º | Timothy Dupont     | Wanty-Groupe Gobert          | + 0 s           |
| 6.º | Brenton Jones      | Delko-Marseille Provence-KTM | + 0 s           |
| 7.º | Christophe Laporte | Cofidis, Solutions Crédits   | + 0 s           |
| 8.º | Amaury Capiot      | Sport Vlaanderen-Baloise     | + 0 s           |
| 9.º | Damien Touzé       | Saint Michel-Auber 93        | + 0 s           |
| 10.º | Laurent Pichon     | Fortuneo-Samsic              | + 0 s           |

| \| Clasificación general \| Clasificación general \| Clasificación general \| Clasificación general \| Clasificación general \| \| Ciclista \| Ciclista \| Equipo \| Tiempo \| \| \| --------------------- \| --------------------- \| ---------------------------- \| --------------------- \| --------------------- \| \| 1.º \| Marc Sarreau \| FDJ \| 11 h 04 min 24 s \| \| \| 2.º \| Thomas Boudat \| Direct Énergie \| + 8 s \| \| \| 3.º \| Christophe Laporte \| Cofidis, Solutions Crédits \| + 10 s \| \| \| 4.º \| Bryan Coquard \| Vital Concept \| + 10 s \| \| \| 5.º \| Benoît Cosnefroy \| AG2R La Mondiale \| + 14 s \| \| \| 6.º \| Samuel Dumoulin \| AG2R La Mondiale \| + 16 s \| \| \| 7.º \| Timothy Dupont \| Wanty-Groupe Gobert \| + 16 s \| \| \| 8.º \| Romain Combaud \| Delko-Marseille Provence-KTM \| + 16 s \| \| \| 9.º \| Milan Menten \| Sport Vlaanderen-Baloise \| + 17 s \| \| \| 10.º \| Dries Van Gestel \| Sport Vlaanderen-Baloise \| + 17 s \| \| |                    |                              |                  |
| |                    |                              |                  |
| |                    |                              |                  |
| Clasificación general |                    |                              |                  |
| Ciclista | Ciclista           | Equipo                       | Tiempo           |
| 1.º | Marc Sarreau       | FDJ                          | 11 h 04 min 24 s |
| 2.º | Thomas Boudat      | Direct Énergie               | + 8 s            |
| 3.º | Christophe Laporte | Cofidis, Solutions Crédits   | + 10 s           |
| 4.º | Bryan Coquard      | Vital Concept                | + 10 s           |
| 5.º | Benoît Cosnefroy   | AG2R La Mondiale             | + 14 s           |
| 6.º | Samuel Dumoulin    | AG2R La Mondiale             | + 16 s           |
| 7.º | Timothy Dupont     | Wanty-Groupe Gobert          | + 16 s           |
| 8.º | Romain Combaud     | Delko-Marseille Provence-KTM | + 16 s           |
| 9.º | Milan Menten       | Sport Vlaanderen-Baloise     | + 17 s           |
| 10.º | Dries Van Gestel   | Sport Vlaanderen-Baloise     | + 17 s           |

### 4.ª etapa
| Chusclan - Laudun-l'Ardoise | etapa llana | (152,9 km) |

| \| Clasificación de la etapa \| Clasificación de la etapa \| Clasificación de la etapa \| Clasificación de la etapa \| Clasificación de la etapa \| \| Ciclista \| Ciclista \| Equipo \| Tiempo \| \| \| ------------------------- \| ------------------------- \| -------------------------- \| ------------------------- \| ------------------------- \| \| 1.º \| Sean De Bie \| Verandas Willems-Crelan \| 3 h 43 min 14 s \| \| \| 2.º \| Timothy Dupont \| Wanty-Groupe Gobert \| + 0 s \| \| \| 3.º \| Rudy Barbier \| AG2R La Mondiale \| + 0 s \| \| \| 4.º \| Pierre Barbier \| Roubaix Lille Métropole \| + 0 s \| \| \| 5.º \| Damien Touzé \| Saint Michel-Auber 93 \| + 0 s \| \| \| 6.º \| Anthony Turgis \| Cofidis, Solutions Crédits \| + 0 s \| \| \| 7.º \| Bryan Coquard \| Vital Concept \| + 0 s \| \| \| 8.º \| Marc Sarreau \| FDJ \| + 0 s \| \| \| 9.º \| Samuel Dumoulin \| AG2R La Mondiale \| + 0 s \| \| \| 10.º \| Amaury Capiot \| Sport Vlaanderen-Baloise \| + 0 s \| \| |                 |                            |                 |
| |                 |                            |                 |
| |                 |                            |                 |
| Clasificación de la etapa |                 |                            |                 |
| Ciclista | Ciclista        | Equipo                     | Tiempo          |
| 1.º | Sean De Bie     | Verandas Willems-Crelan    | 3 h 43 min 14 s |
| 2.º | Timothy Dupont  | Wanty-Groupe Gobert        | + 0 s           |
| 3.º | Rudy Barbier    | AG2R La Mondiale           | + 0 s           |
| 4.º | Pierre Barbier  | Roubaix Lille Métropole    | + 0 s           |
| 5.º | Damien Touzé    | Saint Michel-Auber 93      | + 0 s           |
| 6.º | Anthony Turgis  | Cofidis, Solutions Crédits | + 0 s           |
| 7.º | Bryan Coquard   | Vital Concept              | + 0 s           |
| 8.º | Marc Sarreau    | FDJ                        | + 0 s           |
| 9.º | Samuel Dumoulin | AG2R La Mondiale           | + 0 s           |
| 10.º | Amaury Capiot   | Sport Vlaanderen-Baloise   | + 0 s           |

| \| Clasificación general \| Clasificación general \| Clasificación general \| Clasificación general \| Clasificación general \| \| Ciclista \| Ciclista \| Equipo \| Tiempo \| \| \| --------------------- \| --------------------- \| -------------------------- \| --------------------- \| --------------------- \| \| 1.º \| Marc Sarreau \| FDJ \| 14 h 47 min 38 s \| \| \| 2.º \| Thomas Boudat \| Direct Énergie \| + 8 s \| \| \| 3.º \| Bryan Coquard \| Vital Concept \| + 10 s \| \| \| 4.º \| Christophe Laporte \| Cofidis, Solutions Crédits \| + 10 s \| \| \| 5.º \| Sean De Bie \| Verandas Willems-Crelan \| + 10 s \| \| \| 6.º \| Timothy Dupont \| Wanty-Groupe Gobert \| + 10 s \| \| \| 7.º \| Samuel Dumoulin \| AG2R La Mondiale \| + 16 s \| \| \| 8.º \| Milan Menten \| Sport Vlaanderen-Baloise \| + 17 s \| \| \| 9.º \| Dries Van Gestel \| Sport Vlaanderen-Baloise \| + 17 s \| \| \| 10.º \| Jonathan Hivert \| Direct Énergie \| + 17 s \| \| |                    |                            |                  |
| |                    |                            |                  |
| |                    |                            |                  |
| Clasificación general |                    |                            |                  |
| Ciclista | Ciclista           | Equipo                     | Tiempo           |
| 1.º | Marc Sarreau       | FDJ                        | 14 h 47 min 38 s |
| 2.º | Thomas Boudat      | Direct Énergie             | + 8 s            |
| 3.º | Bryan Coquard      | Vital Concept              | + 10 s           |
| 4.º | Christophe Laporte | Cofidis, Solutions Crédits | + 10 s           |
| 5.º | Sean De Bie        | Verandas Willems-Crelan    | + 10 s           |
| 6.º | Timothy Dupont     | Wanty-Groupe Gobert        | + 10 s           |
| 7.º | Samuel Dumoulin    | AG2R La Mondiale           | + 16 s           |
| 8.º | Milan Menten       | Sport Vlaanderen-Baloise   | + 17 s           |
| 9.º | Dries Van Gestel   | Sport Vlaanderen-Baloise   | + 17 s           |
| 10.º | Jonathan Hivert    | Direct Énergie             | + 17 s           |

### 5.ª etapa
| Alès - Alès | contrarreloj individual | (10,74 km) |

| \| Clasificación de la etapa \| Clasificación de la etapa \| Clasificación de la etapa \| Clasificación de la etapa \| Clasificación de la etapa \| \| Ciclista \| Ciclista \| Equipo \| Tiempo \| \| \| ------------------------- \| ------------------------- \| -------------------------- \| ------------------------- \| ------------------------- \| \| 1.º \| Tony Gallopin \| AG2R La Mondiale \| 15 min 21 s \| \| \| 2.º \| Yoann Paillot \| Saint Michel-Auber 93 \| + 20 s \| \| \| 3.º \| Sylvain Chavanel \| Direct Énergie \| + 22 s \| \| \| 4.º \| Christophe Laporte \| Cofidis, Solutions Crédits \| + 25 s \| \| \| 5.º \| Jonathan Hivert \| Direct Énergie \| + 29 s \| \| \| 6.º \| Lilian Calmejane \| Direct Énergie \| + 29 s \| \| \| 7.º \| Alexis Gougeard \| AG2R La Mondiale \| + 34 s \| \| \| 8.º \| Léo Vincent \| FDJ \| + 39 s \| \| \| 9.º \| Johan Le Bon \| Vital Concept \| + 44 s \| \| \| 10.º \| Sean De Bie \| Verandas Willems-Crelan \| + 45 s \| \| |                    |                            |             |
| |                    |                            |             |
| |                    |                            |             |
| Clasificación de la etapa |                    |                            |             |
| Ciclista | Ciclista           | Equipo                     | Tiempo      |
| 1.º | Tony Gallopin      | AG2R La Mondiale           | 15 min 21 s |
| 2.º | Yoann Paillot      | Saint Michel-Auber 93      | + 20 s      |
| 3.º | Sylvain Chavanel   | Direct Énergie             | + 22 s      |
| 4.º | Christophe Laporte | Cofidis, Solutions Crédits | + 25 s      |
| 5.º | Jonathan Hivert    | Direct Énergie             | + 29 s      |
| 6.º | Lilian Calmejane   | Direct Énergie             | + 29 s      |
| 7.º | Alexis Gougeard    | AG2R La Mondiale           | + 34 s      |
| 8.º | Léo Vincent        | FDJ                        | + 39 s      |
| 9.º | Johan Le Bon       | Vital Concept              | + 44 s      |
| 10.º | Sean De Bie        | Verandas Willems-Crelan    | + 45 s      |

## Clasificaciones finales
Las clasificaciones finalizaron de la siguiente forma:

### Clasificación general
| \| Clasificación general \| Clasificación general \| Clasificación general \| Clasificación general \| Clasificación general \| \| Ciclista \| Ciclista \| Equipo \| Tiempo \| \| \| --------------------- \| --------------------- \| -------------------------- \| --------------------- \| --------------------- \| \| 1.º \| Tony Gallopin \| AG2R La Mondiale \| 15 h 03 min 19 s \| \| \| 2.º \| Christophe Laporte \| Cofidis, Solutions Crédits \| + 15 s \| \| \| 3.º \| Yoann Paillot \| Saint Michel-Auber 93 \| + 20 s \| \| \| 4.º \| Sylvain Chavanel \| Direct Énergie \| + 22 s \| \| \| 5.º \| Jonathan Hivert \| Direct Énergie \| + 26 s \| \| \| 6.º \| Lilian Calmejane \| Direct Énergie \| + 29 s \| \| \| 7.º \| Alexis Gougeard \| AG2R La Mondiale \| + 34 s \| \| \| 8.º \| Sean De Bie \| Verandas Willems-Crelan \| + 35 s \| \| \| 9.º \| Marc Sarreau \| FDJ \| + 35 s \| \| \| 10.º \| Johan Le Bon \| Vital Concept \| + 44 s \| \| \| 11.º \| Anthony Turgis \| Cofidis, Solutions Crédits \| + 46 s \| \| \| 12.º \| Benjamin Thomas \| FDJ \| + 46 s \| \| \| 13.º \| Dimitri Claeys \| Cofidis, Solutions Crédits \| + 47 s \| \| \| 14.º \| Bryan Coquard \| Vital Concept \| + 47 s \| \| \| 15.º \| Samuel Dumoulin \| AG2R La Mondiale \| + 52 s \| \| |                    |                            |                  |
| |                    |                            |                  |
| Fuente: ProCyclingStats |                    |                            |                  |
| Clasificación general |                    |                            |                  |
| Ciclista | Ciclista           | Equipo                     | Tiempo           |
| 1.º | Tony Gallopin      | AG2R La Mondiale           | 15 h 03 min 19 s |
| 2.º | Christophe Laporte | Cofidis, Solutions Crédits | + 15 s           |
| 3.º | Yoann Paillot      | Saint Michel-Auber 93      | + 20 s           |
| 4.º | Sylvain Chavanel   | Direct Énergie             | + 22 s           |
| 5.º | Jonathan Hivert    | Direct Énergie             | + 26 s           |
| 6.º | Lilian Calmejane   | Direct Énergie             | + 29 s           |
| 7.º | Alexis Gougeard    | AG2R La Mondiale           | + 34 s           |
| 8.º | Sean De Bie        | Verandas Willems-Crelan    | + 35 s           |
| 9.º | Marc Sarreau       | FDJ                        | + 35 s           |
| 10.º | Johan Le Bon       | Vital Concept              | + 44 s           |
| 11.º | Anthony Turgis     | Cofidis, Solutions Crédits | + 46 s           |
| 12.º | Benjamin Thomas    | FDJ                        | + 46 s           |
| 13.º | Dimitri Claeys     | Cofidis, Solutions Crédits | + 47 s           |
| 14.º | Bryan Coquard      | Vital Concept              | + 47 s           |
| 15.º | Samuel Dumoulin    | AG2R La Mondiale           | + 52 s           |

### Clasificación por puntos
| Clasificación por puntos | Clasificación por puntos | Clasificación por puntos   | Clasificación por puntos | Clasificación por puntos |
| Ciclista                 | Ciclista                 | Equipo                     | Puntos                   |                          |
| ------------------------ | ------------------------ | -------------------------- | ------------------------ | ------------------------ |
| 1.º                      | Marc Sarreau             | FDJ                        | 68 pts                   |                          |
| 2.º                      | Sean De Bie              | Verandas Willems-Crelan    | 51 pts                   |                          |
| 3.º                      | Christophe Laporte       | Cofidis, Solutions Crédits | 48 pts                   |                          |
| 4.º                      | Bryan Coquard            | Vital Concept              | 48 pts                   |                          |
| 5.º                      | Timothy Dupont           | Wanty-Groupe Gobert        | 48 pts                   |                          |
| 6.º                      | Thomas Boudat            | Direct Énergie             | 42 pts                   |                          |
| 7.º                      | Amaury Capiot            | Sport Vlaanderen-Baloise   | 38 pts                   |                          |
| 8.º                      | Samuel Dumoulin          | AG2R La Mondiale           | 26 pts                   |                          |
| 9.º                      | Rudy Barbier             | AG2R La Mondiale           | 21 pts                   |                          |
| 10.º                     | Damien Touzé             | Saint Michel-Auber 93      | 19 pts                   |                          |

### Clasificación de la montaña
| Clasificación de la montaña | Clasificación de la montaña | Clasificación de la montaña  | Clasificación de la montaña | Clasificación de la montaña |
| Ciclista                    | Ciclista                    | Equipo                       | Puntos                      |                             |
| --------------------------- | --------------------------- | ---------------------------- | --------------------------- | --------------------------- |
| 1.º                         | Rémy Di Gregorio            | Delko-Marseille Provence-KTM | 36 pts                      |                             |
| 2.º                         | Gianni Marchand             | Cibel-Cebon                  | 26 pts                      |                             |
| 3.º                         | Benoît Cosnefroy            | AG2R La Mondiale             | 24 pts                      |                             |
| 4.º                         | Jonathan Hivert             | Direct Énergie               | 14 pts                      |                             |
| 5.º                         | Milan Menten                | Sport Vlaanderen-Baloise     | 12 pts                      |                             |
| 6.º                         | Michiel Dieleman            | Cibel-Cebon                  | 8 pts                       |                             |
| 7.º                         | Romain Combaud              | Delko-Marseille Provence-KTM | 5 pts                       |                             |
| 8.º                         | Lilian Calmejane            | Direct Énergie               | 4 pts                       |                             |
| 9.º                         | Tom Devriendt               | Wanty-Groupe Gobert          | 4 pts                       |                             |
| 10.º                        | Aritz Bagües                | Euskadi-Murias               | 4 pts                       |                             |

### Clasificación del mejor joven
| Clasificación del mejor joven | Clasificación del mejor joven | Clasificación del mejor joven | Clasificación del mejor joven | Clasificación del mejor joven |
| Ciclista                      | Ciclista                      | Equipo                        | Tiempo                        |                               |
| ----------------------------- | ----------------------------- | ----------------------------- | ----------------------------- | ----------------------------- |
| 1.º                           | Benjamin Thomas               | FDJ                           | 15 h 04 min 05 s              |                               |
| 2.º                           | Valentin Madouas              | FDJ                           | + 6 s                         |                               |
| 3.º                           | Léo Vincent                   | FDJ                           | + 19 s                        |                               |
| 4.º                           | Cyril Barthe                  | Euskadi-Murias                | + 37 s                        |                               |
| 5.º                           | Benoît Cosnefroy              | AG2R La Mondiale              | + 38 s                        |                               |
| 6.º                           | Jordi Warlop                  | Sport Vlaanderen-Baloise      | + 1 min 44 s                  |                               |
| 7.º                           | Jon Irisarri                  | Caja Rural-Seguros RGA        | + 1 min 44 s                  |                               |
| 8.º                           | Milan Menten                  | Sport Vlaanderen-Baloise      | + 2 min 01 s                  |                               |
| 9.º                           | Franklin Six                  | WB-Aqua Protect-Veranclassic  | + 3 min 10 s                  |                               |
| 10.º                          | Damien Touzé                  | Saint Michel-Auber 93         | + 4 min 03 s                  |                               |

### Clasificación por equipos
| Clasificación por equipos | Clasificación por equipos  | Clasificación por equipos | Clasificación por equipos |
| Equipo                    | Equipo                     | Tiempo                    |                           |
| ------------------------- | -------------------------- | ------------------------- | ------------------------- |
| 1.º                       | Direct Énergie             | 45 h 11 min 17 s          |                           |
| 2.º                       | AG2R La Mondiale           | + 10 s                    |                           |
| 3.º                       | Cofidis, Solutions Crédits | + 38 s                    |                           |
| 4.º                       | FDJ                        | + 51 s                    |                           |
| 5.º                       | Vital Concept              | + 2 min 14 s              |                           |
| 6.º                       | Saint Michel-Auber 93      | + 2 min 21 s              |                           |
| 7.º                       | Vérandas Willems-Crelan    | + 2 min 26 s              |                           |
| 8.º                       | Wanty-Groupe Gobert        | + 2 min 48 s              |                           |
| 9.º                       | Cibel-Cebon                | + 3 min 02 s              |                           |
| 10.º                      | Fortuneo-Samsic            | + 3 min 08 s              |                           |

## UCI World Ranking
La Estrella de Bessèges otorga puntos para el UCI Europe Tour 2018 y el UCI World Ranking, este último para corredores de los equipos en las categorías UCI WorldTeam, Profesional Continental y Equipos Continentales. Las siguientes tablas muestran el baremo de puntuación y los 10 corredores que obtuvieron más puntos:
| Posición              | 1.ª | 2.ª | 3.ª | 4.ª | 5.ª | 6.ª | 7.ª | 8.ª | 9.ª | 10.ª | 11.ª | 12.ª | 13.ª-15.ª | 16.ª-25.ª |
| Clasificación general | 125 | 85  | 70  | 60  | 50  | 40  | 35  | 30  | 25  | 20   | 15   | 10   | 5         | 3         |
| Por etapa             | 14  | 5   | 3   |     |     |     |     |     |     |      |      |      |           |           |
| Líder                 | 3   |     |     |     |     |     |     |     |     |      |      |      |           |           |

| Clasificación | Clasificación      | Clasificación              | Clasificación | Clasificación | Clasificación | Clasificación |
| Posición      | Ciclista           | Equipo                     | General       | Etapa         | Líder         | Total         |
| ------------- | ------------------ | -------------------------- | ------------- | ------------- | ------------- | ------------- |
| 1.º           | Tony Gallopin      | Ag2r La Mondiale           | 125           | 14            | -             | 139           |
| 2.º           | Christophe Laporte | Cofidis, Solutions Crédits | 85            | 14            | 3             | 102           |
| 3.º           | Yoann Paillot      | Saint Michel-Auber93       | 70            | 5             | -             | 75            |
| 4.º           | Sylvain Chavanel   | Direct Énergie             | 60            | 3             | -             | 63            |
| 5.º           | Marc Sarreau       | FDJ                        | 25            | 28            | 9             | 62            |
| 6.º           | Jonathan Hivert    | Direct Énergie             | 50            | -             | -             | 50            |
| 7.º           | Sean De Bie        | Vérandas Willems-Crelan    | 30            | 14            | -             | 44            |
| 8.º           | Lilian Calmejane   | Direct Énergie             | 40            | -             | -             | 40            |
| 9.º           | Alexis Gougeard    | Ag2r La Mondiale           | 35            | -             | -             | 35            |
| 10.º          | Johan Le Bon       | Vital Concept              | 20            | -             | -             | 20            |